# Chrysallida sergei
Chrysallida sergei is een slakkensoort uit de familie van de Pyramidellidae. De wetenschappelijke naam van de soort is voor het eerst geldig gepubliceerd in 1994 door Nofroni & Schander.